# Enzo Grazzini
Enzo Grazzini (Firenze, 1902 – Milano, 22 marzo 1963) è stato un giornalista e scrittore italiano.

## Biografia
Nato a Firenze nel 1902, all’inizio degli anni '30 era emigrato a Milano dove, nel 1931 aveva pubblicato presso la Arti Grafiche Boati un volume di racconti e novelle, Le parallele. Nel 1934 il celebre scrittore e saggista Ettore Cozzani, fondatore della rivista d'arte futurista L'Eroica, nella Sala Civica Bossi di via Rovello 16 presentò Enzo Grazzini e lesse alcuni brani del suo ultimo libro La morte del cigno.
Il 9 luglio 1936 il suo romanzo Gli schiavi vinse il Premio Letterario della Fondazione Arnaldo Fusinato di Roma la cui giuria era presieduta dal noto scrittore Lucio D'Ambra.
Nonostante avesse pubblicato già diversi suoi libri in quegli anni, per vivere fu costretto a fare diversi mestieri tra cui il vigile notturno. Fino a che non fu assunto come segretario particolare da uno dei proprietari   del Corriere della Sera, Mario Crespi, il quale lo prese a benvolere e cercò di farlo assumere da quel giornale, senza riuscirci: "...in cosa poteva essere utile a un quotidiano un vigile notturno?...". Alla fine approdò comunque al Corriere, ma solo dopo la guerra; messo alla prova della cronaca risultò bravissimo.
Tanto bravo che l'anno successivo, il 1949, vinse la seconda edizione del Premio Saint Vincent per il giornalismo, e nel 1952 ne vinse anche la quinta edizione. Era riuscito ad inventare un suo modo di fare il giornalismo e aveva i suoi lettori affezionati.
Fu l’inviato speciale del Corriere ai Festival di San Remo, era stato lui infatti a convincere il suo caporedattore che, anche se gli altri quotidiani la snobbavano, era bene che il Corriere si interessasse anche di un evento come la rassegna sanremese. L’edizione del 1951 fu la prima volta che l'inviato di un importante giornale assisteva ufficialmente al festival; da allora in poi, ogni anno fu presente a tutte le manifestazioni canore d'Italia. Dal 1958 in poi partiva in compagnia del suo allievo, il fido e giovanissimo Mino Durand. Enzo Grazzini era un animalista ante-litteram ed aveva un feeling particolare per i cani.
Il 25 aprile 1960 a conclusione del festival del Burlamacco d'oro di Viareggio gli fu consegnato un premio per aver svolto, attraverso numerosi articoli giornalistici, opera preziosa a favore della canzone italiana.
Colpito da un male inesorabile morì il 22 marzo 1963 nella sua abitazione di Milano.
Nel novembre del 1967 la Casa discografica Durium produsse due Long Playing dal titolo Storie vere di cani, quelle stesse storie che Enzo Grazzini era andato pubblicando sul Corriere della Sera dal 1959 al 1962, lette dagli attori Gino Cervi e Maria Grazia Spina.

## Opere
- Le parallele - Racconti e Novelle, Milano, Arti Grafiche Capello & Boati, 1931.
- Noi due soli, Firenze, Nerbini, 1932.
- La morte del cigno, Firenze, Nerbini, 1934.
- Gli schiavi, Milano, L'Eroica, 1935.
- L'ermellino, Milano, L'Eroica, 1937.
- Le due età, Milano, L'Eroica, 1938.
- Desiderio, Milano, L'Eroica, 1941.
- Annabella, Milano, L'Eroica, 1942.
- La piccola signora vestita di bianco, Milano, L'Eroica, 1943.
- L'anima incatenata, Firenze, Nerbini, 1943.
- La perduta gente, Firenze, Nerbini, 1944.
- Orrido paradiso, Milano, Edizioni Accordo, 1944.
- Non furono nemmeno eroi, Milano, Baldini e Castoldi, 1950.
- Una piccola donna, Milano, L'Eroica, 1950.
- Anche per i cani un paradiso, Firenze, Nerbini, 1959.
- Vecchio salotto buono, Milano, Nuova Accademia, 1960.
- Il mestiere dei cani è l'amore, Milano, Edizioni Accordo, 1960.